# Asociación Mexicana de Jardines Botánicos, A.C.
La Asociación Mexicana de Jardines Botánicos, A.C. es una organización que agrupa e impulsa a 51 jardines botánicos miembros, situados a lo largo de la geografía de México. Es una red comprometida con la investigación, difusión, educación y conservación de la diversidad vegetal mexicana. 

## Historia
Fue creada en 1983 siendo Arturo Gómez-Pompa su fundador y primer Presidente. Desde su fundación cada jardín botánico de México, mantiene para la asociación una o varias colecciones científicas de plantas vivas organizadas y documentadas. 
Los jardines botánicos que hay actualmente en México, surgieron en la segunda mitad del siglo XX, por lo que son muy jóvenes y algunos todavía en formación. La mayoría de ellos pertenecen a universidades y centros de investigación, distribuidos en la zona centro y sur de México.

## Actividades
Esta asociación que reúne a todos los jardines botánicos de México desarrolla diversas actividades, entre ellas: 
- Instruye y prepara profesionales que puedan desenvolver y llevar adelante las funciones necesarias en los jardines botánicos existentes y los posibles nuevos en el futuro.
- Gestiona la creación de vínculos de colaboración e intercambio de experiencias académicas y técnicas entre los distintos profesionales que trabajan en los jardines botánicos mexicanos.
- Promueve programas de educación medioambiental, sobre el uso y la conservación de las plantas mexicanas, con miras de crear una conciencia de respeto hacia las plantas en general y mexicanas en particular entre los escolares y la ciudadanía mexicana.
- Estimula, en la medida de sus medios disponibles, la creación de nuevos jardines botánicos regionales a lo largo de todo México.
- Promueve la relación y los vínculos con otras asociaciones nacionales e internacionales similares.